# Betim Esporte Clube
Betim Esporte Clube, tidigare Ipatinga Futebol Clube är en fotbollsklubb från staden Ipatinga i delstaten Minas Gerais i Brasilien. 
Klubben grundades den 21 maj 1998 och bytte till sitt nuvarande namn i december 2012. Klubben spelar på Estádio Municipal Epaminondas Mendes Brito, vanligen kallad Ipatingão, som tar 15 000 åskådare vid fullsatt. Arenan tog tidigare kring 35 000, men detta reducerades på grund av säkerhetsskäl till den nuvarande kapaciteten. Betim har vunnit distriktsmästerskapet Campeonato Mineiro vid ett tillfälle, 2005, samt de nationella serierna Campeonato Brasileiro Série B och Série C vid ett antal tillfällen, Série B 2007 och Série C 2002, 2005 och 2006. Betim har även kommit trea i Copa do Brasil, detta 2006.